# U-109
O Unterseeboot 109 foi um submarino alemão que serviu na Kriegsmarine durante a Segunda Guerra Mundial, sendo este afundado no dia 4 de Maio de 1943 por cargas de profundidade de um avião britânico Liberator do 86 Esquadrão. Todos os tripulantes do U-Boot morreram neste afundamento.

## Comandantes
| Comandante                 | Período                                    |
| -------------------------- | ------------------------------------------ |
| KKpt. Hans-Georg Fischer   | 5 de Dezembro de 1940 - 4 de Junho de 1941 |
| Kptlt. Heinrich Bleichrodt | 5 de Junho de 1941 - 31 de Janeiro de 1943 |
| Oblt.zS. Joachim Schramm   | 1 de Março de 1943 - 4 de Maio de 1943     |

KKpt. (Korvettenkapitän) - Capitão de corveta 

Kptlt. (Kapitänleutnant) - Capitão-tenente 

Oblt.zS. (Oberleutnant) - Primeiro-tenente

## Carreira

### Subordinação
| Período                                   | Flotilha                  |
| ----------------------------------------- | ------------------------- |
| 5 de Dezembro de 1940 - 4 de Maio de 1943 | 2. Unterseebootsflottille |

### Patrulhas
|       | Comandante                 | Partida     | Partida     | Chegada     | Chegada     | Dias     | Toneladas |
| ----- | -------------------------- | ----------- | ----------- | ----------- | ----------- | -------- | --------- |
| 1     | KKpt. Hans-Georg Fischer   | 6 Mai 1941  | Kiel        | 29 Mai 1941 | Lorient     | 24       | 5 173     |
| 2     | Kptlt. Heinrich Bleichrodt | 28 Jun 1941 | Lorient     | 17 Ago 1941 | Lorient     | 51       |           |
|       | Kptlt. Heinrich Bleichrodt | 21 Set 1941 | Lorient     | 22 Set 1941 | Lorient     | 2        |           |
| 3     | Kptlt. Heinrich Bleichrodt | 5 Out 1941  | Lorient     | 18 Nov 1941 | Lorient     | 45       |           |
| 4     | Kptlt. Heinrich Bleichrodt | 27 Dez 1941 | Lorient     | 23 Fev 1942 | Lorient     | 59       | 27 651    |
| 5     | Kptlt. Heinrich Bleichrodt | 25 Mar 1942 | Lorient     | 3 Jun 1942  | Lorient     | 71       | 18 092    |
| 6     | Kptlt. Heinrich Bleichrodt | 18 Jul 1942 | Lorient     | 6 Out 1942  | Lorient     | 81       | 35 601    |
| 7     | Kptlt. Heinrich Bleichrodt | 28 Nov 1942 | Lorient     | 23 Jan 1943 | St. Nazaire | 57       |           |
| 8     | Oblt.zS.. Joachim Schramm  | 3 Mar 1943  | St. Nazaire | 1 Abr 1943  | Lorient     | 30       |           |
| 9     | Oblt.zS. Joachim Schramm   | 28 Abr 1943 | Lorient     | 4 Mai 1943  | afundado    | 7        |           |
| Total | Total                      | Total       | Total       | Total       | Total       | 425 dias | 86 517 t  |

### Navios afundados e danificados
- 12 navios afundados num total de 79 969 GRT
- 1 navio danificado num total de 6 548 GRT[2]

| Data        | Comandante          | Nome da Embarcação  | Toneladas | Nacionalidade | Comboio |
| ----------- | ------------------- | ------------------- | --------- | ------------- | ------- |
| 20 Mai 1941 | Hans-Georg Fischer  | Harpagus            | 5 173     | Reino Unido   | HX-126  |
| 23 Jan 1942 | Heinrich Bleichrodt | Thirlby             | 4 887     | Reino Unido   | SC-66   |
| 1 Fev 1942  | Heinrich Bleichrodt | SS Tacoma Star      | 7 924     | Reino Unido   |         |
| 5 Fev 1942  | Heinrich Bleichrodt | Montrolite          | 11 309    | Canadá        |         |
| 6 Fev 1942  | Heinrich Bleichrodt | Halcyon             | 3 531     | Panamá        |         |
| 20 Abr 1942 | Heinrich Bleichrodt | Harpagon            | 5 719     | Reino Unido   |         |
| 1 Mai 1942  | Heinrich Bleichrodt | La Paz (danificado) | 6 548     | Reino Unido   |         |
| 3 Mai 1942  | Heinrich Bleichrodt | Laertes             | 5 825     | Países Baixos |         |
| 7 Ago 1942  | Heinrich Bleichrodt | SS Arthur W. Sewall | 6 030     | Noruega       |         |
| 11 Ago 1942 | Heinrich Bleichrodt | Vimeira             | 5 728     | Reino Unido   |         |
| 3 Set 1942  | Heinrich Bleichrodt | Ocean Might         | 7 173     | Reino Unido   | OS-37   |
| 6 Set 1942  | Heinrich Bleichrodt | MV Tuscan Star      | 11 449    | Reino Unido   |         |
| 17 Set 1942 | Heinrich Bleichrodt | Peterton            | 5 221     | Reino Unido   | OG-80   |
| Total       | Total               | Total               | 86 517 t  |               |         |

SS (steam ship) - navio a vapor 

MV (motor vessel) - navio a motor